# Парадиз, Ева
Ева Парадиз (нем. Ewa Paradies, 17 декабря 1920, Лемборк, Польша — 4 июля 1946, Гданьск, Польша) — надзирательница нацистского концлагеря Штуттгоф, военная преступница.

## Работа в лагере
В августе 1944 года Парадиз отправилась в лагерь Штуттгоф, где прошла обучение на должность надзирателя. В октябре 1944 года она была переведена в подлагерь Бромберг-Ост, но в январе 1945 года снова вернулась в Штуттгоф. В апреле того же года она сопровождала последнюю группу перевода женщин-узниц в концлагерь города Лауэнбург, а после этого сбежала из лагеря.

## Арест, суд и казнь
Вскоре после побега из лагеря Парадиз была арестована. Она предстала перед судом по делу Штуттгофа вместе с другими женщинами-надзирательницами и капо. На суде она обвинялась в жестоком и садистском обращении с заключёнными, а также в убийствах. Так, один из свидетелей пояснил, что однажды зимой Парадиз приказала группе женщин-узниц раздеться на морозе, а затем облила их ледяной водой и приказала стоять, не двигаясь. Когда женщины пытались двигаться, Ева Парадиз жестоко избивала их. В итоге судом она была признана виновной и приговорена к смертной казни. 4 июля 1946 года Парадиз была публично повешена в местечке Бискупия Горка близ Гданьска, вместе с другими женщинами-охранницами.